# 1856年大西洋飓风季
1856年大西洋飓风季包含六个热带气旋，其中五个曾经登陆。第一号飓风是本季第一个天气系统，最早是8月9日在墨西哥湾发现；第六号飓风是本季最后一个气旋，于9月22日失去踪影，都在大西洋盆地每年绝大多数热带天气活动的时间范围内。此外，本季曾有两个热带气旋同时存在。由于缺乏数据，有一个气旋的完整路径和强弱变化已经无从考证，只能确认风暴曾在某位置经过。气象机构在当时的实际操作中还认定9月北卡罗莱纳州威尔明顿地区有另一个热带气旋存在，但美国国家飓风中心的大西洋飓风正式数据库没有收录。8月中旬，美国东北部上空出现的另一个热带气旋之后纳入大西洋飓风数据库。
有四个热带气旋达到飓风强度，其中两场成为大型飓风，即在现代萨菲尔-辛普森飓风等级下达到三级或以上标准。但是，由于当时缺乏包括气象卫星在内的现代观测手段，基本上只有那些在海上遇到船只或是吹袭有人类居住陆地的风暴才有文献记载，所以实际形成的热带气旋数可能更高。气象学家克里斯托弗·朗诗估计，正式数据库中记载的每年风暴数量有可能比实际情况少零至六场。全季以第一号飓风最为强劲，最大持续风速达每小时240公里，属四级飓风标准。风暴又名1856年拉斯特岛飓风，对路易斯安那州南部构成重大破坏。风暴潮将拉斯特岛淹没，夺走两百余条人命，气旋由此成为路易斯安那州历史上最致命的飓风之一。第二号飓风在巴巴多斯和格林纳达产生狂风暴雨，引起的破坏程度“相当可观”。第三和第四号热带风暴分别对美国东北部和古巴产生影响，但程度甚轻。此外，第五号飓风在巴哈马伊纳瓜导致五人遇难，还对古巴和美国造成轻微影响。
这年飓风季低迷的活跃程度还经累积气旋能量指数反映出来，数值仅有49。大致来说，气旋能量指数通过飓风强度和持续时间计算，强度越高、持续时间越长的风暴，其指数也相应越高。只有在热带天气系统风速达到或超过每小时63公里（34节）或热带风暴强度时才会计算该指数，并纳入全面的气象公告，并且亚热带气旋的指数不会计入累积数值。

## 风暴

### 第一号飓风
1856年8月9日，干龟群岛附近发现强度达到飓风下限的热带气旋。风暴向西北移动并增强，约12小时后就成为二级飓风，再于当晚达到三级飓风强度。气旋继续强化，于次日成为四级飓风。协调世界时8月10日下午18点，风暴达到最大持续风速每小时240公里，最低气压934毫巴（百帕，27.6英寸汞柱）的最高强度，并在几乎同一时间登陆路易斯安那州拉斯特岛（Last Island）。飓风在陆地上空急剧减弱，强度在8月11日降至热带风暴标准。气旋接下来向东北飘移，最终于8月12日清晨在密西西比州上空逐渐消散。
风暴致使海上波涛汹涌，多艘汽船和帆船沉没，至少有183人溺亡。路易斯安那州的拉斯特岛受到3.4至3.7米的风暴潮冲击，整座岛屿全部被淹，包括酒店、赌场在内的几乎所有建筑物都被摧毁，庄稼无一留存，整个拉斯特岛被一分为二。内陆的默门托河（Mermentau River）因暴雨泛滥，阿布维尔的农作物和所有的房屋都被摧毁。风暴在新奥尔良产生的降雨量高达334毫米，普拉克明堂区的稻田积水有数英尺深，许多橘树的果实失落。气旋导致至少两百人丧生，是路易斯安那州历史上最致命的热带气旋之一。

### 第二号飓风
8月13日，委内瑞拉西北方向约1000公里洋面发现风速每小时130公里的飓风。风暴向西面穿越格林纳达，然后进入加勒比地区东部。巴巴多斯和格林纳达出现狂风暴雨，气旋最终于8月14日在委内瑞拉拉奥奇拉岛附近失去踪影。

### 第三号热带风暴
本季第三场热带风暴于8月19日在北卡罗莱纳州恐怖角（Cape Fear）东南方向约270公里海域发展成型。当天上午11点，气旋以风力时速95公里强度从了望岬（Cape Lookout）附近登陆。风暴向北移动，从弗吉尼亚州诺福克附近进入切萨皮克湾。气旋继续沿美国东岸北上，最终于8月21日在罗德岛州近海逐渐消散。康涅狄格州、马萨诸塞州、纽约州和哥伦比亚特区出现狂风暴雨。气旋导致位于哈特福的宪章橡树（Charter Oak）倒塌，所以又名“宪章橡树风暴”。

### 第四号热带风暴
据少量来源显示，8月21日古巴哈瓦那附近有热带风暴短暂存在，但除此以外其移动路线和强弱变化信息均已不可考。

### 第五号飓风
8月25日，伊斯帕尼奥拉岛北侧有飓风形成。气旋向西移动，从伊纳瓜群岛上空经过后于8月27日以二级飓风强度吹袭古巴北岸。风暴在穿越该岛逼近马坦萨斯期间减弱成一级飓风，但北上经过墨西哥湾后又重新增强成二级飓风，接下来又达到三级飓风标准。气旋于8月31日以二级飓风强度从佛罗里达州巴拿马城附近登陆，此后在北上经过乔治亚州和南卡罗莱纳州期间快速弱化成热带风暴。次日，气旋从弗吉尼亚州进入大西洋，最终于9月3日消散。
伊纳瓜有30套房屋被飓风摧毁，另有四人遇难。古巴海岸有多艘船只搁浅。佛罗里达州海岸沿线潮水高涨，圣约瑟夫湾（St. Joseph Bay）的“佛罗里达号”（SS Florida）搁浅后又被摧毁，阿巴拉契科拉多条街道被淹。狂风暴雨对内陆部分地区构成重创，并以变得“满目疮痍”的玛丽安娜灾情严重。乔治亚州部分桥梁、水坝，以及玉米和棉花地因洪灾受损。哥伦布有许多街道和便道被倒塌的树木封堵。9月1日，诺福克一座教堂的尖顶被风暴刮倒。

### 第六号飓风
9月18日，“卡罗琳·凯利号”（Caroline E. Kelly）双桅帆船在百慕大东南偏东约1500公里洋面遇到狂风，推断是由热带风暴产生。气旋起初的持续风速约为每小时95公里，然后在向西北偏北移动期间缓慢增强。9月19日中午12点，风暴达到风力时速130公里的最高强度，已属一级飓风标准。接下来24小时里，气旋强度保持不变，但前进速度放缓。9月21日晚，风暴蜿蜒向西移动并减弱成热带风暴。9月22日，“海之豪情号”（Pride of the Sea）船只在纽芬兰岛开普雷斯以南约1120公里发现这场风暴，之后气旋便不知所踪。